# Sección transversal de neutrones
En física nuclear, el concepto de sección transversal de neutrones (o también sección transversal neutrónica o sección eficaz neutrónica) se utiliza para expresar la probabilidad de interacción entre un neutrón incidente y un núcleo objetivo. La sección transversal de neutrones σ se puede definir como el área en cm2 para la que el número de reacciones neutrones-núcleos que tienen lugar es igual al producto del número de neutrones incidentes que pasarían por el área y el número de núcleos objetivo. Junto con el flujo de neutrones, permite calcular la velocidad de reacción, por ejemplo para deducir la potencia térmica de una central nuclear. La unidad estándar para medir la sección transversal es el barn, que es igual a 10−28 m2 o 10−24 cm2. Cuanto mayor sea la sección transversal neutrónica, es más probable que un neutrón reaccione con un núcleo.
Un isótopo (o nucleido) se puede clasificar según su sección transversal de neutrones y cómo reacciona ante un neutrón incidente. Los nucleidos que tienden a absorber un neutrón y decaen o bien mantienen el neutrón en su núcleo se denominan veneno nuclear, y se caracterizan por presentar una sección transversal de captura para esa reacción. Los isótopos capaces de experimentar una reacción de fisión (denominados combustibles fisionables), tienen su correspondiente sección transversal de fisión. Los isótopos restantes simplemente dispersarán los neutrones incidentes, y en consecuencia tendrán una sección transversal de dispersión. Algunos isótopos, como el uranio-238, tienen secciones transversales distintas de cero de los tres tipos.
Los isótopos que tienen una sección transversal de dispersión grande y una masa baja son buenos moderadores nucleares (consulte el cuadro que figura a continuación). Los nucleidos que tienen una gran sección transversal de absorción se consideran veneno nuclear si no son fisibles ni se desintegran. Un veneno que se inserta intencionalmente en un reactor nuclear para controlar su reactividad a largo plazo y mejorar su margen de parada se llama veneno quemable.

## Parámetros de interés
La sección transversal neutrónica y, por lo tanto, la probabilidad de una interacción neutrón-núcleo, depende de:
- El tipo del núcleo de destino (hidrógeno, uranio...),
- El tipo de proceso nuclear (dispersión, fisión...).
- La energía de la partícula incidente, también llamada velocidad o temperatura (térmica, rápida...),

y, en menor medida, de:
- El ángulo relativo entre el neutrón incidente y el nucleido objetivo.
- La temperatura del nucleido objetivo.

### Dependencia del tipo de objetivo
La definición de la sección transversal de neutrones está ligada al tipo determinado de partícula objetivo. Por ejemplo, la sección transversal de captura del deuterio 2H es mucho más pequeña que la del hidrógeno común 1H. Esta es la razón por la que algunos reactores utilizan agua pesada (en la que la mayor parte del hidrógeno es deuterio) en lugar de agua ligera ordinaria como moderador: se pierden menos neutrones por captura dentro del medio, lo que permite el uso de uranio natural en lugar de uranio enriquecido. Este es el principio de un reactor CANDU.

### Tipo de dependencia de la reacción
La probabilidad de interacción entre un neutrón incidente y un nucleido objetivo, independientemente del tipo de reacción, se expresa con la ayuda de la sección transversal total σT. Sin embargo, puede ser útil saber si la partícula entrante rebota en el objetivo (y por lo tanto, continúa viajando después de la interacción) o se absorbe después de la reacción. Por esa razón, también se definen las secciones transversales de dispersión y de absorción σS y σA, y la sección transversal total es simplemente la suma de las dos secciones transversales parciales:
{\displaystyle \sigma _{\text{T}}=\sigma _{\text{S}}+\sigma _{\text{A}}}

#### Sección transversal de absorción
Si el neutrón es absorbido al acercarse al nucleido, el núcleo atómico sube una posición en la tabla de isótopos. Por ejemplo, el 235U se convierte en 236*U, donde el asterisco * indica que el núcleo está altamente energizado. Esta energía tiene que ser liberada y la liberación puede tener lugar a través de cualquiera de los siguientes mecanismos:
1. La forma más sencilla de que se produzca la liberación es que el núcleo expulse el neutrón. Si el neutrón se emite inmediatamente, actúa igual que en otros casos de dispersión.
2. El núcleo puede emitir radiación gamma.
3. El núcleo puede desintegrarse β−, de forma que un neutrón se convierte en un protón, un electrón y un antineutrino de tipo electrónico (la antipartícula del neutrino).
4. Alrededor del 81% de los núcleos de 236*U están tan energizados que sufren fisión, liberando la energía como movimiento cinético de los fragmentos de fisión, emitiendo también entre uno y cinco neutrones libres.

- Entre los núcleos que sufren fisión como método de desintegración predominante después de la captura de neutrones se incluyen los isótopos siguientes: 233U, 235U, 237U, 239Pu y 241Pu.
- Los núcleos que absorben predominantemente neutrones y luego emiten radiación de partículas beta generan distintos isótopos. Por ejemplo, 232Th absorbe un neutrón y se convierte en 233*Th, que beta decae para convertirse en 233Pa, que a su vez beta decae para convertirse en 233U.
- Los isótopos que sufren desintegración beta se transmutan de un elemento a otro elemento. Pero aquellos que se ven sometidos a emisiones de rayos gamma o X no experimentan un cambio de elemento o de isótopo.

#### Sección transversal de dispersión
La sección transversal de dispersión se puede subdividir en dispersión coherente y en dispersión incoherente, lo que depende del espín de la sección transversal de dispersión y, para muestras de origen natural, de la presencia de diferentes isótopos del mismo elemento en la propia muestra.
Dado que los neutrones interactúan con la fuerza nuclear, la sección transversal de dispersión varía para diferentes isótopos del elemento en cuestión. Un ejemplo muy destacado es el del hidrógeno y su isótopo el deuterio. La sección transversal total del hidrógeno es más de 10 veces mayor que la del deuterio, principalmente debido a la gran longitud de dispersión incoherente del hidrógeno. Algunos metales son bastante transparentes a los neutrones, siendo el aluminio y el circonio los dos mejores ejemplos de este comportamiento.

### Dependencia de la energía de las partículas incidentes

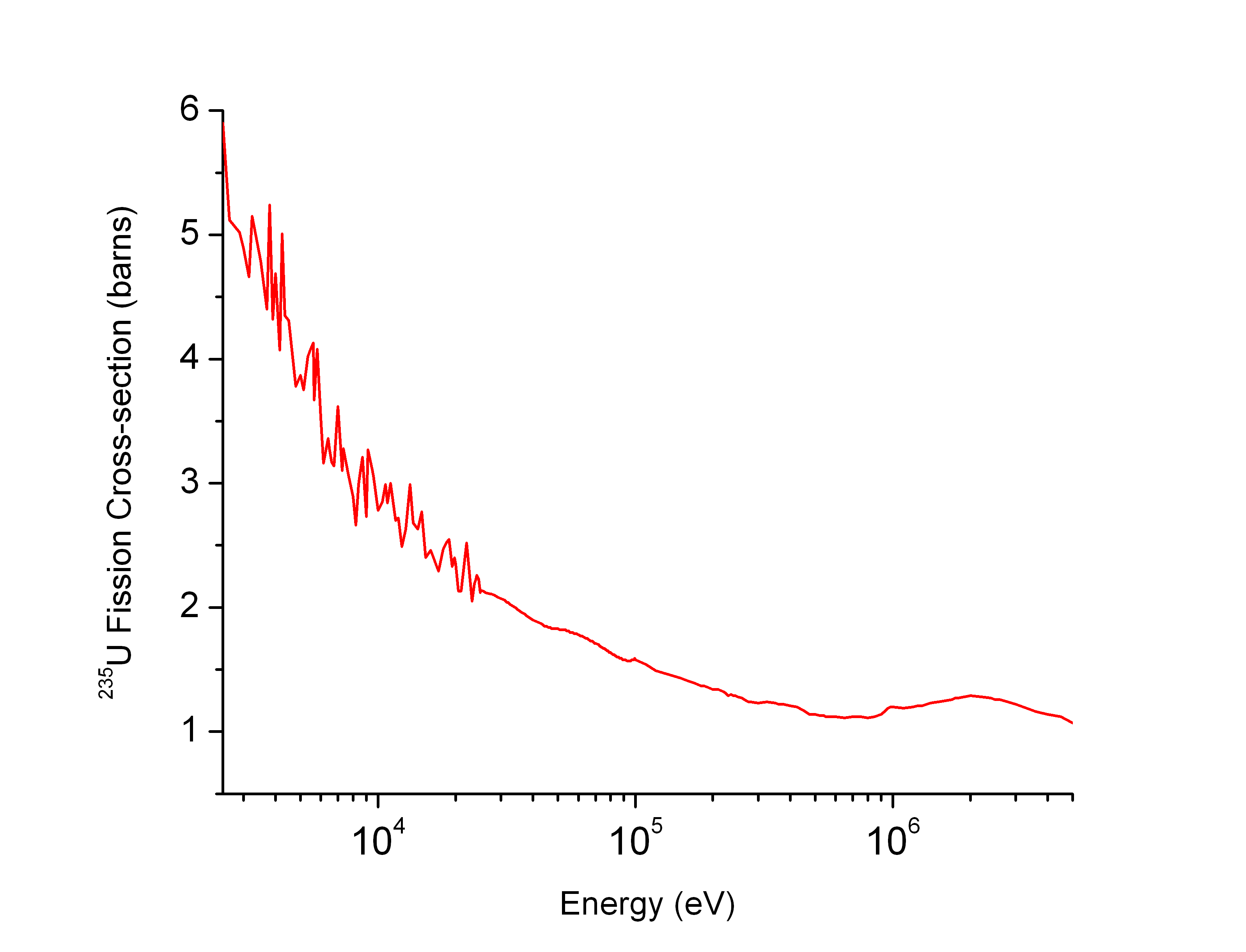
Sección transversal de fisión del U235

Para un objetivo y una reacción determinados, la sección transversal neutrónica depende en gran medida de la velocidad del neutrón. En el caso extremo, la sección transversal puede ser, a bajas energías, cero (la energía para la cual la sección transversal se vuelve significativa se llama energía umbral) o mucho mayor que a altas energías.
Por lo tanto, las secciones transversales deben definirse con respecto a una energía dada o respecto al valor promedio de un rango de energía dado.
Por ejemplo, el gráfico de la derecha muestra que la sección transversal de fisión del uranio-235 es baja a energías de neutrones altas, pero aumenta con energías bajas. Tales limitaciones físicas explican por qué la mayoría de los reactores nucleares operativos utilizan un moderador nuclear para reducir la energía del neutrón y así aumentar la probabilidad de fisión, que es esencial para producir energía y sostener la reacción en cadena.
El modelo de Ramsauer, proporciona una estimación sencilla de la dependencia energética de cualquier tipo de sección transversal, que se basa en la idea de que el tamaño "efectivo" de un neutrón es proporcional a la anchura de la función de densidad de probabilidad donde sea probable que se encuentre el neutrón, que a su vez es proporcional a la longitud de onda térmica de De Broglie del neutrón:
{\displaystyle \lambda (E)={\frac {h}{\sqrt {2mE}}}}
Tomando {\displaystyle \lambda } como el radio efectivo del neutrón, se puede estimar el área del círculo {\displaystyle \sigma } en el que los neutrones golpean los núcleos de radio efectivo {\displaystyle R} como
{\displaystyle \sigma (E)\propto \pi (R+\lambda (E))^{2}}
Si bien las suposiciones de este modelo son muy básicas, explican al menos cualitativamente la dependencia energética típicamente medida de la sección transversal de absorción de neutrones. Para neutrones de longitud de onda mucho mayor que el radio típico de los núcleos atómicos (1–10 fm, E = 10–1000 keV), se puede despreciar {\displaystyle R}. Para estos neutrones de baja energía (como los neutrones térmicos), la sección transversal {\displaystyle \sigma (E)} es inversamente proporcional a la velocidad del neutrón.
Esto explica la ventaja de utilizar un moderador nuclear en los reactores de fisión. Por otro lado, para neutrones de muy alta energía (más de 1 MeV), {\displaystyle \lambda } puede despreciarse y la sección transversal neutrónica es aproximadamente constante, determinada solo por la sección transversal de los núcleos atómicos.
Sin embargo, este modelo simplificado no tiene en cuenta las llamadas resonancias de neutrones, que modifican fuertemente la sección transversal neutrónica en el rango de energía de 1 eV a 10 keV, ni el umbral de energía de algunas reacciones nucleares.

### Dependencia de la temperatura del objetivo
Las secciones transversales suelen medirse a 20 °C. Para tener en cuenta la dependencia con la temperatura del medio (es decir, el objetivo), se utiliza la siguiente fórmula:
{\displaystyle \sigma =\sigma _{0}\left({\frac {T_{0}}{T}}\right)^{\frac {1}{2}},}
donde σ es la sección transversal a temperatura T, y σ0 la sección transversal a temperatura T0 (T y T0 en kelvin).
La energía se define como la energía y velocidad más probables del neutrón. La población de neutrones consta de una distribución maxwelliana y, por tanto, la energía y la velocidad medias serán mayores. En consecuencia, también se debe incluir un término de corrección maxwelliano 1⁄2√π al calcular la sección transversal Ecuación 38.

### Ampliación Doppler
El ensanchamiento Doppler de las resonancias de neutrones es un fenómeno muy importante y mejora la estabilidad de un reactor nuclear. El coeficiente de temperatura inmediata de la mayoría de los reactores térmicos es negativo debido al efecto Doppler nuclear. Los núcleos se encuentran en átomos que, a su vez, están en continuo movimiento debido a su energía térmica (temperatura). Como resultado de estos movimientos térmicos, los neutrones que inciden sobre un objetivo parecen tener para los núcleos del objetivo una dispersión continua de energía. Esto, a su vez, tiene un efecto sobre la forma de resonancia observada. La resonancia se vuelve más corta y ancha que cuando los núcleos están en reposo.
Aunque la forma de las resonancias cambia con la temperatura, el área total bajo la resonancia permanece esencialmente constante. Pero esto no implica una absorción constante de neutrones. A pesar del área constante bajo resonancia, una integral de resonancia, que determina la absorción, se incrementa al aumentar la temperatura del objetivo. Esto, por supuesto, disminuye el coeficiente k (generándose una reactividad negativa).

## Enlace a velocidad de reacción e interpretación

Interpretación de la velocidad de reacción con la ayuda de la sección transversal

Imagínese un objetivo esférico (que se muestra como un círculo discontinuo gris y rojo en la figura) y un haz de partículas (en azul) "volando" a una velocidad v (vector en azul) en la dirección del objetivo. Se desea saber cuántas partículas impactan durante el intervalo de tiempo dt. Para conseguirlo, las partículas tienen que estar en el cilindro verde de la figura (volumen V). La base del cilindro es la sección transversal geométrica del objetivo perpendicular al haz (superficie σ en rojo) y su altura es la longitud recorrida por las partículas durante dt (longitud v dt):
{\displaystyle V=\sigma \,v\,dt}
Observando n, el número de partículas por unidad de volumen, hay n V partículas en el volumen V, que, según la definición de V, experimentarán una reacción. Al tener en cuenta la velocidad de reacción r en un objetivo, se obtiene:
{\displaystyle r\,dt=n\,V=n\,\sigma \,v\,dt}
Se deduce directamente de la definición de flujo de neutrones {\displaystyle \Phi } = n v que:
{\displaystyle r=\sigma \,\Phi }
Suponiendo que no hay uno, sino N objetivos por unidad de volumen, la velocidad de reacción R por unidad de volumen es:
{\displaystyle R=N\,r=N\,\Phi \,\sigma }
Sabiendo que el radio nuclear típico r es del orden de 10−12 cm, la sección transversal nuclear esperada es del orden de π r2 o aproximadamente 10−24 cm2 (justificando así la definición de la unidad barn). Sin embargo, si se miden experimentalmente (σ = R / (Φ N)), las secciones transversales experimentales varían enormemente. A modo de ejemplo, para los neutrones lentos absorbidos por la reacción (n, γ), la sección transversal en algunos casos (xenón-135) es de hasta 2.650.000 barn, mientras que las secciones transversales para las transmutaciones por absorción de rayos gamma son del orden de 0,001 barn.
La llamada sección transversal nuclear es, por tanto, una cantidad puramente conceptual que representa el tamaño que debe tener el núcleo para ser coherente con este modelo mecánico simple.

## Sección transversal continua frente a promedio
Las secciones transversales dependen en gran medida de la velocidad de las partículas entrantes. En el caso de un haz con múltiples velocidades de partículas, la velocidad de reacción R está integrada en todo el rango de energía:
{\displaystyle R=\int _{E}N\,\Phi (E)\,\sigma (E)\,dE}
Donde σ(E) es la sección transversal continua, Φ(E) es el flujo diferencial y N es la densidad del átomo objetivo.
Para obtener una formulación equivalente al caso monoenergético, se define una sección transversal promedio:
{\displaystyle \sigma ={\frac {\int _{E}\Phi (E)\,\sigma (E)\,dE}{\int _{E}\Phi (E)\,dE}}={\frac {\int _{E}\Phi (E)\,\sigma (E)\,dE}{\Phi }}}
donde Φ = {\textstyle \int } Φ(E) dE es el flujo integral.
Utilizando la definición del flujo integral Φ y la sección transversal promedio σ, se encuentra la misma formulación que en el caso anterior:
{\displaystyle R=N\,\Phi \,\sigma }

## Secciones transversales microscópica y macroscópica
Hasta ahora, la sección transversal a la que se refiere este artículo corresponde a la sección transversal microscópica σ. Sin embargo, es posible definir la sección transversal macroscópica Σ que corresponde al "área equivalente" total de todas las partículas objetivo por unidad de volumen:
{\displaystyle \Sigma =N\,\sigma }
donde N es la densidad atómica del objetivo.
Por lo tanto, dado que la sección transversal se puede expresar en cm2 y la densidad en cm−3, la sección transversal macroscópica generalmente se expresa en cm−1. Usando la ecuación deducida anteriormente, la velocidad de reacción R se puede obtener usando solo el flujo de neutrones Φ y la sección transversal macroscópica Σ:
{\displaystyle R=\Sigma \,\Phi }

## Camino libre medio
El camino libre medio λ de una partícula aleatoria es la longitud promedio entre dos interacciones. La longitud total L que recorren las partículas no perturbadas durante un intervalo de tiempo dt en un volumen dV es simplemente el producto de la longitud l recorrida por cada partícula durante este tiempo con el número de partículas N en este volumen:
{\displaystyle L=l\,N}
Observando la velocidad de las partículas v de acuerdo con el número de partículas por unidad de volumen n:
{\displaystyle {\begin{aligned}l&=v\,dt\\N&=n\,dV\end{aligned}}}
y de aquí se sigue que:
{\displaystyle L=v\,dt\,n\,dV}
Usando la definición de flujo de neutrones Φ
{\displaystyle \Phi =n\,v}
En consecuencia:
{\displaystyle L=\Phi \,dt\,dV}
Sin embargo, esta longitud media L solo es válida para partículas no perturbadas. Para tener en cuenta las interacciones, L se divide por el número total de reacciones R para obtener la duración promedio entre cada colisión λ:
{\displaystyle \lambda ={\frac {L}{R}}={\frac {\Phi \,dt\,dV}{R}}}
Comparando la sección transversal microscópica con la macroscópica, se tiene que:
{\displaystyle R=\Phi \,\Sigma \,dt}
y de aquí se deduce que:
{\displaystyle \lambda ={\frac {dV}{\Sigma }}}
donde λ es el camino libre medio y Σ es la sección transversal macroscópica.

## Dentro de las estrellas
Debido a que el 8Li y el 12Be forman puntos de parada naturales en la tabla de isótopos con respecto a la fusión del hidrógeno, se cree que todos los elementos superiores se forman en estrellas muy calientes donde predominan los órdenes superiores de fusión. Una estrella como el Sol produce energía mediante la fusión de 1H simple en 4He a través de una serie de reacciones. Se cree que cuando el núcleo interno agote su combustible 1H, el Sol se contraerá, aumentando ligeramente la temperatura de su núcleo hasta que el 4He pueda fusionarse y convertirse en el principal suministro de combustible. La fusión pura de 4He conduce a 8Be, que decae nuevamente a 2 4He. Por lo tanto, el 4He debe fusionarse con isótopos más o menos masivos que él mismo para dar como resultado una reacción que produzca energía. Cuando el 4He se fusiona con 2H o con 3H, forma los isótopos estables 6Li y 7Li respectivamente. Los isótopos de orden superior entre 8Li y 12C se sintetizan mediante reacciones similares entre isótopos de hidrógeno, helio y litio.

## Secciones transversales típicas

Secciones transversales de dispersión (línea continua) y de absorción (punteada) de elementos ligeros comúnmente utilizados como moderadores, reflectores y absorbentes de neutrones. Los valores se obtuvieron de la base de datos NEA N ENDF/B-VII.1 usando el software JANIS y se trazaron usando mathplotlib

A continuación se dan algunas secciones transversales que son importantes en un reactor nuclear. La sección transversal térmica se promedia utilizando un espectro de Maxwell y la sección transversal rápida se promedia utilizando el espectro de fisión del uranio-235. Las secciones transversales se han tomado de la biblioteca JEFF-3.1.1 utilizando el software JANIS.
| Núcleo                         | Núcleo | Sección transversal neutrones térmicos (barn) | Sección transversal neutrones térmicos (barn) | Sección transversal neutrones térmicos (barn) | Sección transversal neutrones rápidos (barn) | Sección transversal neutrones rápidos (barn) | Sección transversal neutrones rápidos (barn) |
| Núcleo                         | Núcleo | Dispersión                                    | Captura                                       | Fisión                                        | Dispersión                                   | Captura                                      | Fisión                                       |
| ------------------------------ | ------ | --------------------------------------------- | --------------------------------------------- | --------------------------------------------- | -------------------------------------------- | -------------------------------------------- | -------------------------------------------- |
| Moderador                      | 1H     | 20                                            | 0,2                                           | -                                             | 4                                            | 0,00004                                      | -                                            |
| Moderador                      | 2H     | 4                                             | 0,0003                                        | -                                             | 3                                            | 0,000007                                     | -                                            |
| Moderador                      | 12C    | 5                                             | 0,002                                         | -                                             | 2                                            | 0,00001                                      | -                                            |
| Otros materiales estructurales | 197Au  | 8,2                                           | 98,7                                          | -                                             | 4                                            | 0,08                                         | -                                            |
| Otros materiales estructurales | 90Zr   | 5                                             | 0,006                                         | -                                             | 5                                            | 0,006                                        | -                                            |
| Otros materiales estructurales | 56Fe   | 10                                            | 2                                             | -                                             | 20                                           | 0,003                                        | -                                            |
| Otros materiales estructurales | 52Cr   | 3                                             | 0,5                                           | -                                             | 3                                            | 0,002                                        | -                                            |
| Otros materiales estructurales | 59Co   | 6                                             | 37,2                                          | -                                             | 4                                            | 0,006                                        | -                                            |
| Otros materiales estructurales | 58Ni   | 20                                            | 3                                             | -                                             | 3                                            | 0,008                                        | -                                            |
| Otros materiales estructurales | 16O    | 4                                             | 0,0001                                        | -                                             | 3                                            | 0,00000003                                   | -                                            |
| Absorbentes                    | 10B    | 2                                             | 200                                           | -                                             | 2                                            | 0,4                                          | -                                            |
| Absorbentes                    | 113Cd  | 100                                           | 30.000                                        | -                                             | 4                                            | 0,05                                         | -                                            |
| Absorbentes                    | 135Xe  | 400.000                                       | 2.000.000                                     | -                                             | 5                                            | 0,0008                                       | -                                            |
| Absorbentes                    | 115In  | 2                                             | 100                                           | -                                             | 4                                            | 0,02                                         | -                                            |
| Combustible                    | 235U   | 10                                            | 99                                            | 583                                           | 4                                            | 0,09                                         | 1                                            |
| Combustible                    | 238U   | 9                                             | 2                                             | 0,00002                                       | 5                                            | 0,07                                         | 0,3                                          |
| Combustible                    | 239Pu  | 8                                             | 269                                           | 748                                           | 5                                            | 0,05                                         | 2                                            |

* Insignificante, menos del 0,1% de la sección transversal total y por debajo del límite de dispersión de Bragg